# 卡維地洛
卡維地洛（英語：Carvedilol）以Coreg等商品名於市面販售，是種用於治療高血壓、鬱血性心臟衰竭 (CHF) 和左心室功能障礙的藥物。此藥物於治療高血壓時通常是作為一種二線藥物。
卡維地洛採口服方式給藥。
使用後常見的副作用有頭暈、疲倦、關節痛、低血壓、噁心和呼吸困難。嚴重的副作用有支氣管痙攣。個體於懷孕期間使用對於胎兒的安全，或個體進行母乳哺育時對於嬰兒的安全尚未有充分的數據以供研究。不建議罹患肝病的人使用。卡維地洛是一種非選擇性β受體阻滯劑，並具有選擇性α-1受體阻滯劑的活性。此藥物發生作用的機制尚未被完全了解，但涉及的可能是血管舒張的結果。
卡維地洛於1978年獲得專利，並於1995年被美國食品藥物管理局（FDA）核准作醫療用途。它已被列入世界衛生組織基本藥物標準清單中。目前市面上有通用名藥物販售。它於美國2021年最常使用處方藥中排名第26，開立的處方箋數量超過2,100萬張。

## 醫療用途
卡維地洛適用於鬱血性心臟衰竭 (CHF)的治療，通常作為血管張力素轉化酶抑制劑 (ACE抑制劑) ，及利尿劑的輔助藥物。臨床證明它可降低CHF患者的死亡率和住院率。卡維地洛治療心臟衰竭的機制在於它能抑制交感神經系統中的受體（此系統會釋放正腎上腺素至全身，包括心臟）。正腎上腺素是一種可使心臟跳動更快、更努力運作的激素。阻斷正腎上腺素與心臟中受體的結合可導致血管舒張，降低心率和血壓，並改善心肌收縮力，最終把心臟的負荷降低。
卡維地洛可降低心臟病發作後患者因心臟功能下降而致的死亡、住院和心臟病復發的風險。卡維地洛也被證明可減少嚴重心臟衰竭患者的死亡和住院率。
卡維地洛在一般醫療過程中已被用於治療單純性高血壓，但研究顯示它與其他降血壓藥物或是其他β受體阻滯劑相比，降血壓的效果會相對較低。
卡維地洛也具有預防肝硬化患者因食道靜脈曲張發生流血的功效。

### 配方形式
卡維地洛的配方形式有：
- 口服用片劑[16]
- 24小時緩釋（英语：Modified-release dosage）口服用膠囊（於2006年獲得FDA核准）[17]

## 禁忌症
患有支氣管氣喘或支氣管痙攣的患者不應使用卡維地洛，因為此藥物會升高支氣管收縮的風險。患有二度或三度房室傳導阻滯、竇房結功能障礙（心臟傳導疾病 ）、嚴重心跳過緩（除非個體安裝有永久性心律調節器）或失代償性心臟病（即心臟衰竭）的患者也不應使用此藥物。有嚴重肝功能損害的患者應謹慎使用。

## 副作用
卡維地洛導致的副作用中最常見的（發生率 >10%）有：
- 頭暈
- 疲勞
- 低血壓
- 腹瀉
- 虛弱
- 心率減緩
- 體重增加（英语：Weight gain）
- 勃起功能障礙

不建議患有惡化型支氣管痙攣疾病（例如目前有氣喘症狀）的人使用卡維地洛，因為它會阻斷有助於打開氣道的受體。
卡維地洛可能會將低血糖症狀掩蓋，導致糖尿病低血糖症發生卻不自覺的情況（低血糖無自覺症狀）。這情況被稱為β受體阻滯劑引起的低血糖無自覺症狀。糖尿病低血糖症是指糖尿病患者的血糖水平低於正常範圍（低血糖），它是急診室和醫院最常遇到的低血糖原因之一。根據美國國家電子傷害監測系統 - 全方位傷害程序 (National Electronic Injury Surveillance System-All Injury Program, NEISS-AIP) 的數據，美國在2004年至2005年之間抽樣調查的案例中，估計有55,819起病例 (佔總住院人數的8.0%) 與胰島素使用有關聯，其中嚴重低血糖症可能是最常見的一種結果。

## 與其他藥物交互作用
如果將此藥物與胺碘酮、地高辛、地爾硫䓬、伊伐布雷定或維拉帕米一起使用，會增加心跳過慢的風險。此外，卡維地洛與非1,4-二氫吡啶類鈣通道阻滯劑（包括地爾硫䓬和維拉帕米）組合使用，可增強其心臟抑制作用。

## 藥理學

### 藥效學
卡維地洛既是一種非選擇性β受體阻滯劑（β1與β2），也是一種選擇性α-1受體阻滯劑（α1）。
卡維地洛可阻斷α-1受體，導致血管舒張。這種抑制作用造成周邊血管阻力降低，而產生抗高血壓作用。由於卡維地洛會阻斷心臟中的β1受體，而停止產生反射性心跳過速反應。

### 藥物動力學
口服卡維地洛後，由於廣泛的首過代謝，藥物的生物利用度約為25%至35%。飲食期間服用會將藥物吸收減慢，但生物利用度無顯著差異。給藥期間同時進食可降低姿位性低血壓的風險。
大部分卡維地洛與血漿蛋白結合（主要是人類血清白蛋白），可達98%。卡維地洛是一種脂溶性藥物，在動物實驗中容易穿過血腦屏障。因此它不像是一些只會作用於外周組織（人體中樞神經系統以外的所有組織和器官）的藥物。
口服卡維地洛的平均生物半衰期為7至10小時。

## 延伸閱讀
- Chakraborty S, Shukla D, Mishra B, Singh S. . Expert Opinion on Drug Metabolism & Toxicology. February 2010, 6 (2): 237–50. PMID 20073998. S2CID 25670550. doi:10.1517/17425250903540220.
- Dean L. . Pratt VM, McLeod HL, Rubinstein WS,  et al  (编). . National Center for Biotechnology Information (NCBI). 2018  [2024-05-17]. PMID 30067327. Bookshelf ID: NBK518573. （原始内容存档于2020-10-26）.